# Her Name Is Nicole
Her Name is Nicole, er titlen på Nicole Scherzingers første soloalbum fra 2007. Nicole er forsanger i gruppen Pussycat dolls.
Det største hit på pladen hedder "Baby Love".